# Skogsbo naturreservat
Skogsbo är ett naturreservat i Sibbarps socken i Varbergs kommun i Halland.
Tillsammans med en del nytillkomna markområden utgör Skogsbo en sammanslagning av de fem äldre reservaten Stegared, Hiaklitten, Djupeåsen, Humnäs och Byaberget-Holma ö. Det nya reservatet omfattar sedan 2006 hela 255 hektar, det mesta bokdominerad skog. Reservatet är en del av Åkulla bokskogar. Det är ett samlingsnamn för ett tiotal närbelägna naturreservat.

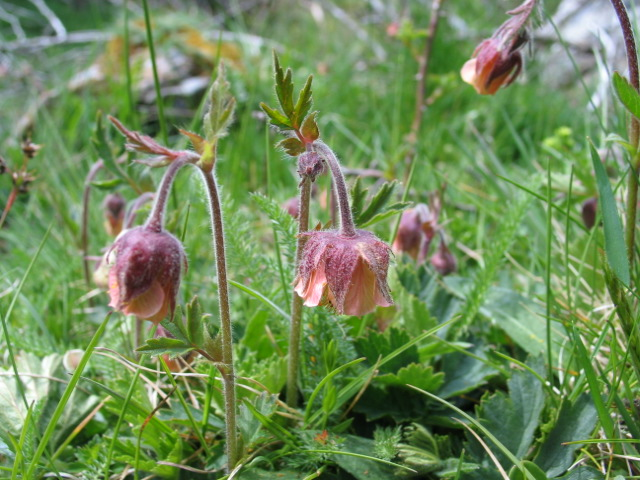
Humleblomster

På Holma ö, en halvö ut i Byasjön, kan man se rester av en medeltida borg, Truedsholm. Genom reservatet går vandringsleden Skogsbostigen som är 5,5 km lång.